# Stephen Rahman-Hughes
Stephen Rahman-Hughes (Londres, Inglaterra, 26 de enero de 1970) es un actor y cantante británico-malayo. Es conocido por sus papeles como DCI Vikesh Dasari en la telenovela ITV, Emmerdale y Adam Bateman en la telenovela BBC, EastEnders.

## Biografía
En 2006, Rahman-Hughes protagonizó el papel de Hang Tuah en la producción musical malaya de Puteri Gunung Ledang. Más tarde, en 2006, Rahman-Hughes debutó en televisión en la serie dramática de Sky One Dream Team. En 2007, se convirtió en vocalista de un grupo de ópera masculino, Teatro.
En 2011, Rahman-Hughes se convirtió en el actor principal de la película malaya The Malay Chronicles: Bloodlines. En agosto de 2018, se unió a EastEnders como Adam Bateman, un dentista. El 28 de septiembre de 2019 se anunció que su personaje había sido eliminado de la serie. El último episodio de Adam se emitió el 3 de diciembre de 2019.

## Filmografía
| Año  | Título                    | Papel             | Notas        | Ref. |
| ---- | ------------------------- | ----------------- | ------------ | ---- |
| 2008 | Los dan Faun              | Dick Johnson      |              |      |
| 2011 | Hikayat Merong Mahawangsa | Merong Mahawangsa |              |      |
| 2014 | Cut                       | The Actor         | Cortometraje |      |
| 2019 | Shadowplay                | Dr Keith          |              |      |

| Año       | Título                 | Papel         | Notas                             | Ref. |
| --------- | ---------------------- | ------------- | --------------------------------- | ---- |
| 2005      | Dream Team             | Carl Caskey   | Personaje recurrente; 9 episodios |      |
| 2005      | Doctors                | Jayant Chopra | 1 episodio                        |      |
| 2006–2007 | Emmerdale              | Vikesh Dasari | Personaje regular; 39 episodios   |      |
| 2006      | The Afternoon Play     | James Khan    | 1 episodio                        |      |
| 2007      | Highlander: The Source | Zai Jie       | Telefilme                         |      |
| 2011–2012 | The Kitchen Musical    | Alex Marcus   | 13 episodios                      |      |
| 2011      | Doctors                | Asif Khan     | 1 episodio                        |      |
| 2013      | Bollywood Carmen       | Don           | Telefilme                         |      |
| 2018–2019 | EastEnders             | Adam Bateman  | Personaje regular                 |      |
| 2019      | Almost Never           | Dev           | Personaje recurrente              |      |